# Desa Makmurjaya
Desa Makmurjaya är en administrativ by i Indonesien.   Den ligger i provinsen Jawa Barat, i den västra delen av landet, 50 km öster om huvudstaden Jakarta.